# Mother (M-AGEの曲)
mother（マザー）は、M-AGEの8cmシングル。

## 解説
1993年7月21日にリリースされた、M-AGEの3枚目の8cmシングル及び楽曲。
ベースのKAJIWARAが脱退し、4人編成になった後の初の音源でもある。

## 収録曲
1. mother （作詞: M-AGE、作曲: MIYO-KEN）
2. cure （作詞・作曲: KOICHIRO）

## その他の収録作品
- mother
  - INTERFACE （1993年12月16日、complete mix ※シングルとは異なりインストゥルメンタルになっている。）
  - RE:CONSTRUCTION 1991-1994 （2021年2月10日、シングルと同一バージョン）
- cure
  - INTERFACE （1993年12月16日、absolute mix）
  - RE:CONSTRUCTION 1991-1994 （2021年2月10日、シングルと同一バージョン）